# Safety First
Safety First é um filme de comédia britânico de 1926, dirigido por Fred Paul, com roteiro de Geoffrey H. Malins baseado em um romance de Margot Neville.

## Elenco
- Brian Aherne - Hipocrates Rayne
- Queenie Thomas - Nanda Macdonald
- Mary Brough - Caroline Lowecraft
- Patrick Susands - Birdie Nightingale
- Doreen Banks - Angela St. Jacques
- Humberston Wright
- Fred Morgan - Collins